# Мадонна с книгой (картина Боттичелли)
«Мадонна с книгой» (итал. Madonna del Libro) — картина Сандро Боттичелли, выполненная темперой на дереве, датируемая примерно 1480-1481 годом и хранящаяся в музее Польди Пеццоли, Милан.

## Описание
На картине Мария нежно держит сына Иисуса Христа на коленях, и листает страницы книги в комнате. Сзади открыто окно, в окне виднеется кусочек пейзажа с деревьями на фоне яркого неба. Даже можно частично разобрать содержание книги, она включает в себя некоторые отрывки из Книги Исайи, но по форме похожа на Часовую Книгу для ежедневных молитв.
Существует множество символических элементов, которые наполняют произведение религиозным смыслом, от звезды, вышитой на одежде Марии, древнего атрибута напоминающего комету волхвов, до трех гвоздей распятия и стилизованного тернового венца в руке маленького Иисуса. Корзина из флорентийской майолики, полная фруктов, символизируют предсказание крови Страстей (вишни), сладости любви между матерью и ребенком (сливы) и Воскресения (инжир).

## Стиль
Формы хорошо выверены, с изогнутой защитной позой Марии по отношению к своему сыну и переплетение жестов и взглядов, которые связывают две фигуры в отношениях глубокой привязанности, с оттенком безмятежной меланхолии взглядов, типичных для автора.
Свет, который освещает основные фигуры, скорее исходит не от окна, а от Марии и её малыша. Этот эффект усиливается множеством золотых бликов на волосах Марии, на тканях, на листьях в вазе с фруктами и на ореолах.
Хотя это произведение полностью зрелого художника, оно все же показывает влияние Филиппо Липпи (мастер Боттичелли), к физиономии идеальной красоты и в предпочтении рисунка и контурных линий.